# أكيتا (محافظة)
محافظة أكيتا (باليابانية:  秋田県) هي إحدى المحافظات في الـيابان عاصمتها مدينة أكيتا.

## معالم سياحية
- شيراكامي-سانتشي

## توأمة
لأكيتا (محافظة) اتفاقيات توأمة مع كل من:
- قانسو
- بريمورسكي كراي

## أعلام
- ميتشيو أشيكغ
- سوقورو إيتو
- شوساكو هيراساوا
- شيراز نوبو
- هاتشيكو